# Kvitka Cisyk
Kvitka (o "Kasey") Cisyk (en ucraniano: Квітка Цісик, Kvitka Tsisyk; 4 de abril de 1953 – 29 de marzo de 1998) fue una soprano de coloratura estadounidense de etnicidad ucraniana. Cisyk era una cantante de ópera entrenada de manera clásica. Cosechó éxitos en cuatro géneros musicales: música popular, ópera clásica, música folclórica ucraniana y jingles para publicidad de radio y televisión.
Cisyk grabó la versión de You Light Up My Life que se usó en la película del mismo nombre, que ganó un premio Oscar y un Globo de Oro en 1978, cantó los famosos jingles "Have you driven a Ford lately?" y "You deserve a break today!" y lanzó dos exitosos álbumes de canciones ucranianas.

## Carrera enjinglescomerciales
Cisyk alcanzó su mayor éxito como cantante de jingles musicales utilizados en televisión y radio. Cisyk realizó la grabación del eslogan "Have you driven a Ford lately?" ("¿Ha conducido un Ford recientemente?") que se usó en comerciales de Ford entre 1981 y 1998; en 1989, ejecutivos de Ford estimaron que esa grabación de la frase habría sido oída por 20 mil millones de personas.
Durante su carrera de más de 20 años, las habilidades de Cisyk eran tan valiosas que incluso competidores de una misma industria buscaban sus servicios. Por ejemplo, Cisyk grabó la frase "You deserve a break today" ("Te mereces un descanso hoy") para McDonald's, pero también grabó anuncios para Burger King.

## Participación en bandas sonoras

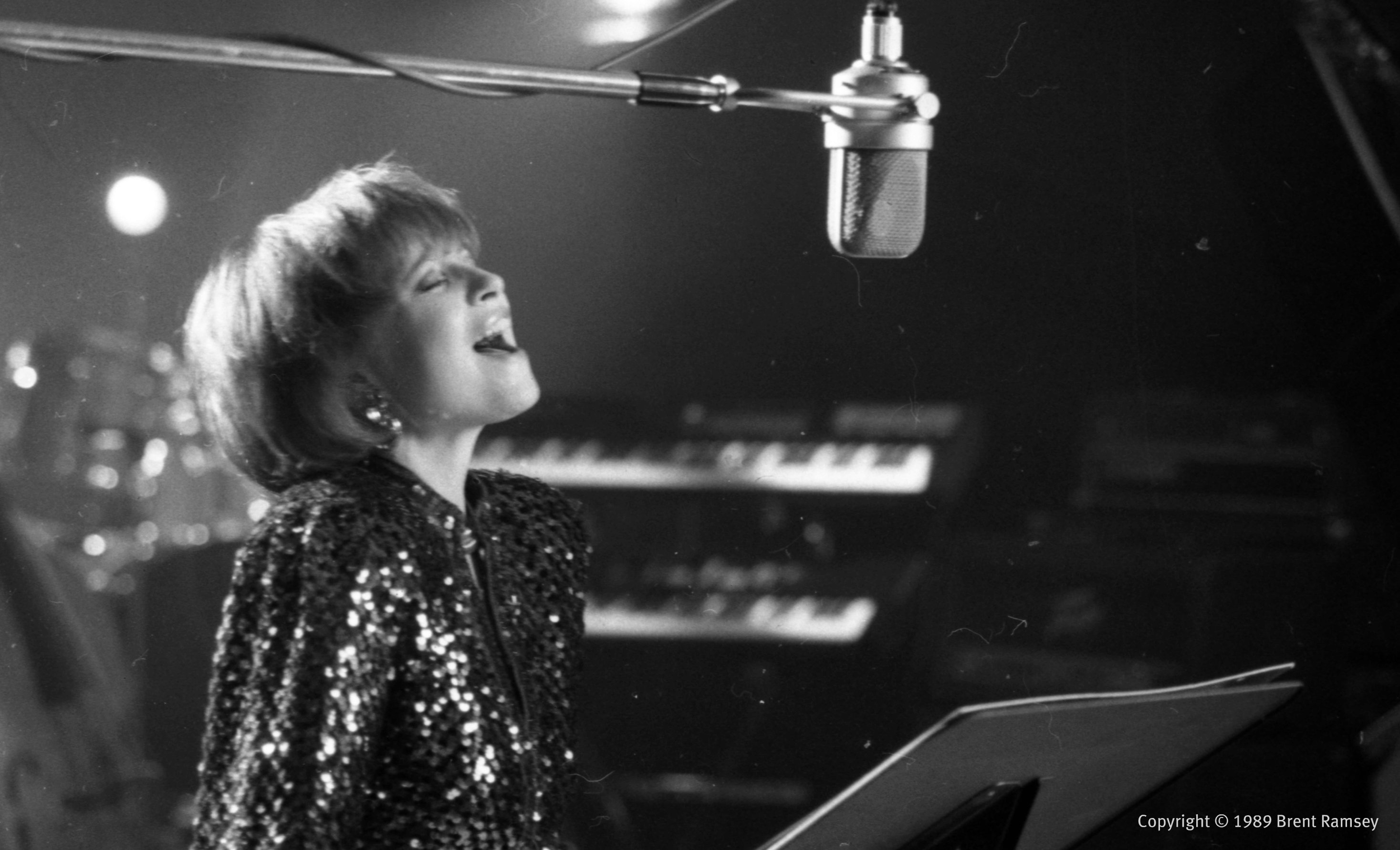
Cisyk Actuando en 1989

El trabajo de Cisyk en comerciales llamó la atención de Joe Brooks, quien trabajó como compositor y arreglista de jingles. Brooks, quien escribió, dirigió y compuso el tema la musicalización de la película You Light Up My Life, escogió a Cisyk para doblar la voz cantante de la actriz Didi Conn.
La interpretación de Cisyk aparece en el álbum de la banda sonora original de la película y fue lanzado como sencillo. Cisyk no apareció listada como intérprete en los créditos finales de la película, por lo cual demandó exitosamente a los productores. Su lanzamiento de sencillo alcanzó la posición 80 en las tablas de la Billboard Hot 100.[cita requerida]

## Música ucraniana
Como hija de inmigrantes ucranianos, Cisyk creció oyendo música ucraniana, y es bien conocida entre los hablantes de ucraniano por sus dos álbumes de canciones ucranianas. Según ella, grabó esos álbumes porque sus colegas frecuentemente le pedían que les mostrara música de Ucrania, pero no lograba encontrar grabaciones dignas de ser mostradas.
En 1980 grabó su primer álbum, Kvitka, Songs of Ukraine, que obtuvo honores en los Premios Musicales Ucranianos de 1988.
Su segundo álbum, Kvitka, Two Colors, fue lanzado en 1989. Estuvo dedicado al "espíritu del alma ucraniana, cuyas alas nunca podrán romperse". Las canciones de los dos álbumes siguen oyéndose en la radio en Ucrania hoy en día.

## Grabaciones

### Álbumes como solista
- Kvitka, Songs of Ukraine 1980
- Kvitka, Two Colors 1989

### Créditos y participaciones
| Artista                 | Canción/Álbum/Película   | Año  | Crédito/Participación |
| ----------------------- | ------------------------ | ---- | --------------------- |
| Michel Camilo           | Forbidden Fuit           | 1994 | Voz (fondo)           |
| Flying Monkey Orchestra | Back in the Pool         | 1993 | Voz, Coros            |
| Sadao Watanabe          | Earth Step               | 1994 | Voz (fondo)           |
| Sesame Street           | Sesame Road              | 1993 | Voz, Voces            |
| Carole King             | City Streets             | 1989 | Voz (fondo)           |
| Various Artists         | Working Girl             | 1988 | Voz (fondo)           |
| Michael Franks          | The Camera Never Lies    | 1987 | Voz (fondo)           |
| Neal Fox                | A Painting               | 1977 | Voz (fondo)           |
| Michael Franks          | Skin Dive                | 1985 | Voz (fondo)           |
| Michael Franks          | Passionfruit             | 1983 | Voz (fondo)           |
| Marvin Stamm            | Stammpede                | 1983 | Voz                   |
| Roberta Flack           | I'm the One              | 1982 | Voz, Voz (fondo)      |
| Michael Franks          | Objects of Desire        | 1982 | Voz (fondo)           |
| David Sanborn           | Voyeur                   | 1982 | Voz, Voz (fondo)      |
| Joseph Brooks           | You Light Up My Life     | 1977 | Voz, Voz (fondo)      |
| Michael Franks          | Indispensable            | 1988 |                       |
| Michael Johnson         | Lifetime Guarantee       | 1984 | Solo, Voz (fondo)     |
| Spyro Gyra              | Freetime                 | 1981 | Segunda voz           |
| Small Voices Calling    | Sounds of a Better World | 2000 | Voz                   |